# Verordening inzake natuurherstel
De Verordening inzake natuurherstel of kortweg Natuurherstelwet is een Europese verordening met als objectief de achteruitgang van de biodiversiteit in Europa te stoppen en te herstellen. Het is een belangrijk onderdeel van de Europese Green Deal, waarmee Europa de klimaatopwarming tracht te bekampen.

## Geschiedenis
In het kader van de EU-biodiversiteitsstrategie voor 2030, onderdeel van de Europese Green Deal, diende de Europese Commissie op 22 juni 2022 een voorstel in voor een Verordening inzake natuurherstel.
Op 9 november 2023 bereikten onderhandelaars van het Europees Parlement en van de lidstaten van de EU een politiek akkoord over de Natuurherstelwet.
Op 27 februari 2024 werd de Natuurherstelwet goedgekeurd door het Europese Parlement met 329 stemmen voor bij 275 tegenstemmen en 24 onthoudingen, ondanks een poging van Manfred Weber en zijn Europese Volkspartij om de verordening te kelderen. De goedgekeurde tekst is echter een afgezwakte versie van het oorspronkelijk ontwerp. Aan Vlaamse kant stemden tegen: de N-VA, Vlaams Belang, Hilde Vautmans (Open Vld) en CD&V. Aan Nederlandse kant stemden de VVD, PVV, SGP, JA21, het CDA en Dorien Rookmaker tegen.
In het Nederlandse parlement stemde men op 5 maart 2024 over een motie die eerder door BBB en NSC was ingediend en die het demissionair kabinet opriep om bij de Europese Raad van Ministers tegen de wet te stemmen. Een meerderheid van het parlement, naast BBB en NSC ook het CDA, de PVV, SGP, JA21 en FvD stemde voor de motie. Ook de VVD, met inbegrip van minister voor Natuur en Stikstof Christianne van der Wal, stemde voor de motie ook al raadde zij de motie als minister eerder af. Op 11 maart maakte de minister bekend dat ze tegen de Natuurherstelwet zal stemmen. Dat leidde tot grote teleurstelling bij de gezamenlijke natuurorganisaties in Nederland.
Een finale stemming in de Raad, voorzien voor 25 maart 2024, werd uitgesteld toen bleek dat acht regeringen de tekst niet zouden steunen: Nederland, België, Zweden, Italië, Finland, Oostenrijk, Hongarije en Polen. Op 17 juni 2024 kwam het alsnog tot een stemming en stemde de Oostenrijkse minister van milieu Leonore Gewessler voor, tot irritatie van haar kabinet kanselier Karl Nehammer. België onthield zich van stem.

### In werking treding
Op 18 augustus 2024 trad de Verordening in werking. Vanaf die dag gaan de lidstaten van start met het opstellen van hun herstelplan, waarbij ze de doelstellingen zullen aangeven voor 2030, 2040 en 2050.  De lidstaten moeten tegen 2030 herstelmaatregelen invoeren voor ten minste 20 procent van de aangetaste land- en zeegebieden. Tegen 2050 moet dit worden uitgebreid naar alle ecosystemen waar herstel nodig is. Het Europees Milieuagentschap zal regelmatig technische rapporten opstellen over de vooruitgang die wordt geboekt bij het behalen van de doelstellingen.

## Inhoud
De Natuurherstelwet verplicht de lidstaten om tegen 2030 minstens 30 procent van de habitats in slechte staat te herstellen, met prioritaire aandacht voor Natura 2000-gebieden. In 2050 moet dat 90 procent zijn. De verordening verplicht de lidstaten om natuur actief te herstellen, niet alleen in natuurgebieden, maar ook in steden, landbouwgebied en rond rivieren. Zo moeten steden vergroenen, rivieren moeten vrij stromen, landbouwers moeten de biodiversiteit versterken en bossen moeten meer natuurlijk beheerd worden. De lidstaten moeten ook inspanningen doen om de neergang van soorten akkervogels te stoppen, omdat die een goede barometer zijn voor de gezondheid van de biodiversiteit. Tegen 2030 moet 30 procent van de droog gelegde veengebieden worden hersteld, omdat die koolstof opslaan.